# Senzar
Senzar es un supuesto lenguaje asiático que, según la Sociedad Teosófica, es conocido por todas las naciones desde los Toltecas hasta los atlantes heredado por los sabios de la Tercera Raza, los Manuchis, quienes además lo aprendieron directamente de los Devas de las Razas Primera y Segunda.